# Aya Nakahara
Aya Nakahara (jap. 中原 アヤ, Nakahara Aya; * 28. Juli 1973 in der Präfektur Osaka, Japan) ist eine japanische Manga-Zeichnerin.
Die Kurzgeschichte Haru to Kūki to Nichiyōbi war der erste Manga, den Nakahara professionell veröffentlichte. Dieser erschien 1995 im Bessatsu Margaret, einem Manga-Magazin des Shūeisha-Verlages für weibliche Jugendliche, für das sie seitdem hauptsächlich arbeitet. 1997 erschien mit Benkyō shi nasai! ihre erste Serie. In Hanada, das von 2000 bis 2001 im Bessatsu Margaret und anschließend in zwei Sammelbänden herauskam, erzählt sie von einer scheinbar makellosen Jugendlichen, die von einer Mädchenschule auf eine gemischte Schule wechselt und dort einen geeigneten Partner sucht.
Nakaharas bekanntestes Werk ist Lovely Complex, für das sie 2004 den Kōdansha-Manga-Preis in der Kategorie Shōjo gewann. In dieser Beziehungskomödie, die von 2001 bis 2006 in ungefähr 2700 Seiten in Bessatsu Margaret veröffentlicht wurde, sind die Protagonisten eine überdurchschnittlich große Oberschülerin und ihr überdurchschnittlich kleiner Mitschüler. Die beiden beschließen, sich gegenseitig zu verkuppeln. Lovely Complex wurde mit Verkaufszahlen von über zehn Millionen zu einem großen kommerziellen Erfolg und wurde sowohl als Realfilm als auch als Anime-Fernsehserie umgesetzt.
Ihr Werk wird ins Englische, Italienische und Französische übersetzt.

## Werke (Auswahl)
- Haru to Kūki to Nichiyōbi (春と空気と日曜日), 1995
- Seishun no Tamago (青春のたまご), 1995
- Benkyō Shinasai! (勉強しなさい!), 1997
- Love! Love! Love! (ラブ!ラブ!ラブ!, Rabu! Rabu! Rabu!), 1998–1999
- Ringo Nikki (りんご日記), 1999–2000
- Hanada, 2000–2001
- Himitsu Kichi (ひみつきち), 2001, 2004
- Lovely Complex (ラブ★コン, Rabu Kon), 2001–2006
- Lovely Complex Plus (ラブ★コンプラス, Rabu Kon Purasu), 2007
- Bokura no Ibasho (僕らの居場所), 2007
- Tokimeki Gakuen Ōjigumi (ときめき学園・王子組), 2008
- Nanaco Robin (ナナコロビン), 2008
- Berry Dynamite (ベリーダイナマイト, Berī Dainamaito), 2009–2010
- Junjō Drop (純情ドロップ, Junjō Doroppu), 2012
- Love Com TWO (ラブ★コンTWO, Rabu Kon TWO), 2012
- Saredo Itoshii Hibi (されど愛しい日々), 2013
- Please love me (ダメな私に恋してください, Dame na Watashi ni Koishite Kudasai), 2013–2016
  - Please love me (ダメな私に恋してくださいR, Dame na Watashi ni Koishite Kudasai R), 2016–2018
- Otona Najimi (おとななじみ), seit 2019